# Mazgit
Mazgit en albanais et Mazgit en serbe latin (en serbe cyrillique : Мазгит) est une localité du Kosovo située dans la commune/municipalité d'Obiliq/Obilić, district de Pristina (Kosovo) ou district de Kosovo (Serbie). Selon le recensement kosovar de 2011, elle compte 2 886 habitants.

## Histoire
Le village abrite le turbe du sultan Murad, érigé au XIVe siècle pour recueillir la dépouille de Mourad Ier, mort à la bataille de Kosovo Polje en 1389 ; le turbe, mentionné par l'Académie serbe des sciences et des arts, est inscrit sur la liste des monuments culturels du Kosovo.

## Démographie

### Évolution historique de la population dans la localité
| 1948 | 1953 | 1961 | 1971  | 1981  | 1991  | 2011  |
| ---- | ---- | ---- | ----- | ----- | ----- | ----- |
| 387  | 508  | 669  | 1 188 | 1 837 | 2 218 | 2 886 |

|  |

### Répartition de la population par nationalités (2011)
En 2011, les Albanais représentaient 98,72 % de la population.